# Corycaeus venustus
Corycaeus venustus är en kräftdjursart som först beskrevs av James Dwight Dana 1849.  Corycaeus venustus ingår i släktet Corycaeus och familjen Corycaeidae. Inga underarter finns listade i Catalogue of Life.

## Bildgalleri

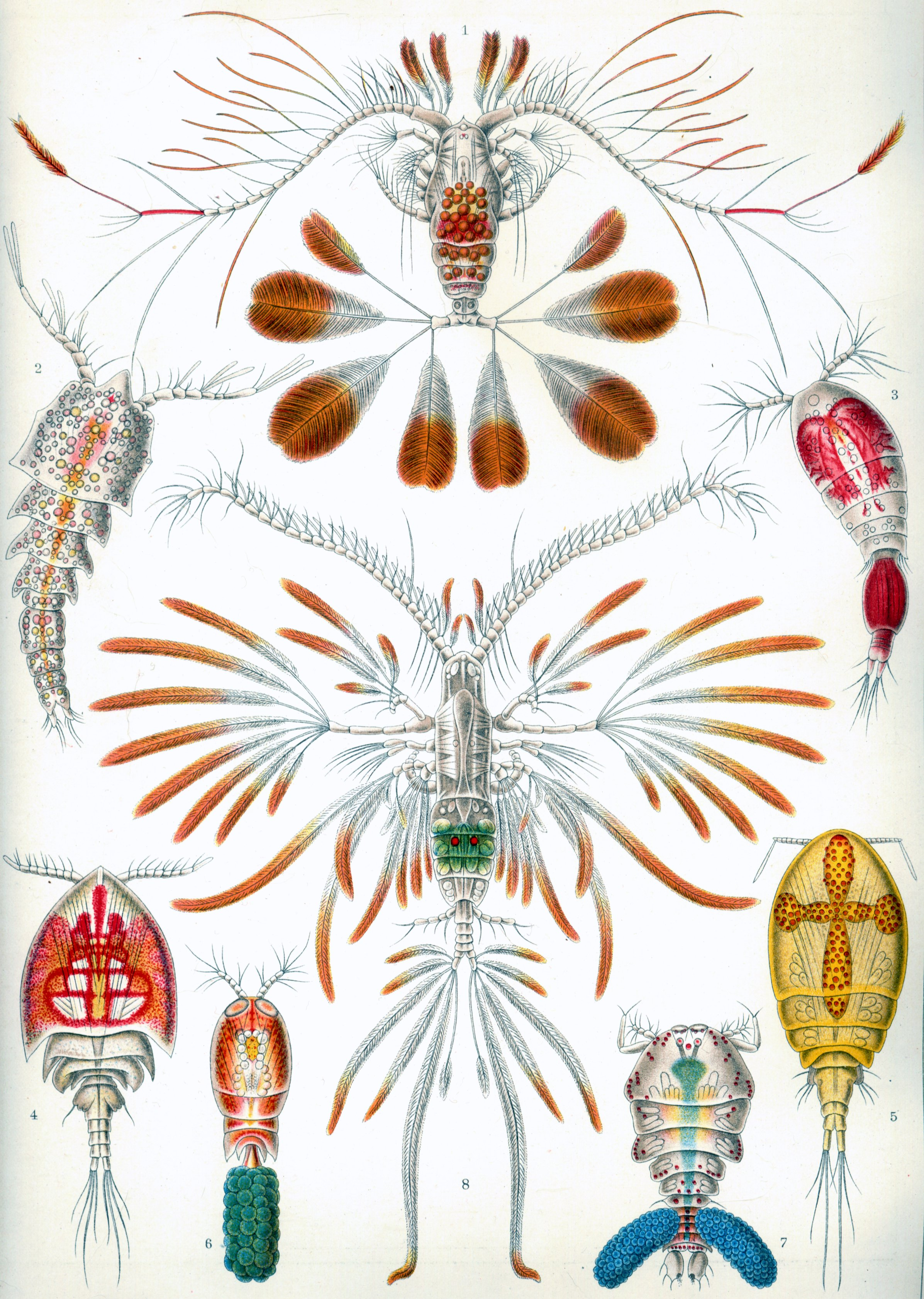